# Anatolij Kabajda
Anatolij Kabajda ps. Żukowskyj. Medwid (ur. 13 października 1912 w Pyhariwce koło Czernihowa  – zm. 1998) – ukraiński działacz niepodległościowy, nacjonalista.
W dzieciństwie wraz z rodzicami wyjechał na Wołyń. Ukończył gimnazjum w Łucku, w latach 1933–1937 studiował architekturę na uniwersytecie w Wolnym Mieście Gdańsk.
Był członkiem Organizacji Ukraińskich Nacjonalistów od jej powstania w 1929, był przewodniczącym OUN w Łucku, po rozłamie działał we frakcji Melnyka. W 1940 był członkiem sztabu Siczy Poleskiej. Na polecenie Tarasa Borowca został tłumaczem, pracując w sztabie niemieckiej policji. Został skierowany do Kijowa, brał udział w formowaniu Kurenia Kijowskiego, a następnie ukraińskiej policji pomocniczej w tym mieście. W sierpniu 1942 został komendantem kijowskiej policji.
Na początku 1945 wstąpił do SS Galizien. Służył w stopniu majora w sztabie Dywizji.
W 1949 wyemigrował do Australii.
Odznaczony przez rząd URL Krzyżem Wojennym i Krzyżem Armii Ukraińskiej oraz Złotym Orderem św. Jura.